# Джованні Франческо Рустічі
Джова́нні Франче́ско Русті́чі (італ. Giovanni Rustici; 1474, Флоренція — 1554, Тур) — флорентійський скульптор.

## Біографічні відомості
Флорентієць:

(...)

То де ж воно, серед яких руїн,

все, що створив я оцими руками, —

я, скульптор навіть Іменем своїм,

я — Рустічі, я — рустика, я — камінь!

Старий:

Оце умреш, ніхто й не спом’яне.

В надгробний камінь не вкарбують дати.

Лише ім’я у тебе кам’яне.

Ти дошку в них шпурнути був не здатен[а]
Ліна Костенко, «Сніг у Флоренції», с. 8
Джованні Франческо Рустічі народився 1474 року у Флоренції у родині мініатюриста. Навчався в майстерні Андреа дель Верроккіо, з якої вийшов також і Леонардо да Вінчі. Працював у Саду Сан-Марко, де Лоренцо Медічі, правитель і меценат, створив першу в Європі Академію мистецтв. Товаришував з Мікеланджело Буонарроті.
У 30 років Рустічі був уже визнаним майстром і здобувся на неабияку честь: його бронзова скульптурна група «Проповідь Іоанна Хрестителя, Левіт і Фарисей» була призначена стояти в центрі міста над північним порталом Баптистерію Сан-Джованні.
Коли династію Медічі вигнали з Флоренції 1528 році, Рустічі виїхав до Франції, отримавши запрошення від короля Франциска I. Після смерті короля переїхав у місто Тур де і помер.

## Цікаві факти
- Життєвий та творчий шлях Джованні Франческо Рустічі ліг в основу написання драматичної поеми «Сніг у Флоренції» Ліна Костенко[2]. У поемі він виступає у образах Старого (Рустічі в старості) та Флорентійця (молодий скульптор).